# Marcalgergelyi
Marcalgergelyi (korábban: Gergelyi) község Veszprém vármegyében, a Pápai járásban.

## Fekvése
Marcalgergelyi Veszprém vármegye északnyugati részén, a Marcal-medencében, Pápától 15 kilométerre nyugatra terül el. Szomszédos települések: Külsővat, Nemesszalók, Szergény, Vinár. A falu északi határában folyik a Marcal-folyó, amely ezen a szakaszon a Vas és Veszprém vármegye közötti határt is jelenti.

### Megközelítése
Közúton a 8411-es úton érhető el, amely a belterületének déli szélén húzódik; központjába viszont csak az abból kiágazó 84 117-es számú mellékút vezet.
Az ország távolabbi részei felől Pápa vagy Celldömölk érintésével közelíthető meg a legkönnyebben, mindkét város felől a 834-es főútra kell rátérni, majd arról Nemesszalóknál északnak fordulni a 8411-es útra.
Elhalad a település mellett a MÁV 10-es számú Győr–Celldömölk-vasútvonala is, de megállási pontja itt nincs, a legközelebbi vasúti csatlakozási lehetőség Vinár vasútállomás, mintegy 1,5 kilométerre.

## Története
A település eredeti, rövidebb neve: Gergelyi, XII. századi eredetű, a Gergely keresztnévből származik. A falu első említése egy 1343-as oklevélben található. A XVI. században egy időre elnéptelenedett, de a XVII. században újratelepült. Ekkortól lakóinak többsége evangélikus. A 2001-es népszámlálás adatai szerint 232 evangélikus, 182 római katolikus és 28 református lakik a faluban. A település 1908-ban kapta mai, hosszabb nevét, hogy megkülönböztessék a beregi Gergelyitől (utóbbi ma Gergelyiugornya része).

## Közélete

### Polgármesterei
- 1990–1994: Léránt Károlyné (független)[3]
- 1994–1998: Léránt Károlyné (független)[4]
- 1998–2002: Léránt Károlyné (független)[5]
- 2002–2006: Léránt Károlyné (független)[6]
- 2006–2010: Léránt Károlyné (független)[7]
- 2010–2014: Léránt Károlyné (független)[8]
- 2014–2019: Szabó Balázs (független)[9]
- 2019–2024: Molnárné Nagy Melinda (független)[10]
- 2024– : Molnárné Nagy Melinda (független)[1]

## Népesség
A település népességének változása:
| Lakosok száma | 390  | 379  | 368  | 324  | 350  | 357  | 358  |
|               | 2013 | 2014 | 2015 | 2021 | 2022 | 2023 | 2024 |

A 2011-es népszámlálás során a lakosok 94%-a magyarnak, 0,3% szlováknak, 0,3% németnek mondta magát (6% nem nyilatkozott; a kettős identitások miatt a végösszeg nagyobb lehet 100%-nál). A vallási megoszlás a következő volt: római katolikus 27,5%, református 4,7%, evangélikus 44,9%, felekezeten kívüli 8,8% (14% nem nyilatkozott).
2022-ben a lakosság 90%-a vallotta magát magyarnak, 1,4% németnek, 0,3% örménynek, 0,3% cigánynak, 2,9% egyéb, nem hazai nemzetiségűnek (9,1% nem nyilatkozott; a kettős identitások miatt a végösszeg nagyobb lehet 100%-nál). Vallásuk szerint 34,6% volt evangélikus, 18,9% római katolikus, 2,9% református, 1,7% egyéb katolikus, 7,1% felekezeten kívüli (34,9% nem válaszolt).

## Nevezetességei
- Az evangélikus templom 1783-ban épült. 1910-ben átépítették. Tornya 52 méter magas. Falán három emléktábla található. Egy-egy a két világháború Gergelyiből származó hősi halottainak, egy pedig az 1910-es átépítésnek állít emléket. A templom három harangjának egyike acélharang, II. Vilmos német császár ajándéka.
- XX. századi kőkereszt a temetőben.
- Joó-tó, Rönk-, Vendég- és Apartmanház.
- Trianon-emlékmű.
- A barokk községháza.

- A község területén (Vinár vasútállomás térségének nyugati szélén, a 8411-es út szintbeli vasúti keresztezése mellett) található hazánkban az utolsó úgynevezett egykaros teljes csapórudas sorompó, melynek két rúdja egymással szemben csukódik le. Ugyan az országban másutt is találni még olyan teljes csapórudas sorompót, ahol a csapórudak egymással szemben csukódnak le (mint például Rákosrendezőn), de ezen csapórudas sorompók mind kétkaros sorompók, 4 db sorompórúddal, ami azt jelenti, hogy 2-2 sorompórúd csukódik le egyszerre, egymással szemben, és zárja le a közutat. Az itteni egykaros teljes csapórudas sorompó esetében viszont összesen 2 darab rúd zárja le a közutat, ráadásul ezen rudak egymással nem párhuzamosan, hanem egymással szemben csukódnak le. Ez a műszaki megoldás korábban nem volt egyedülálló az országban, azonban a teljes csapórudas sorompók fokozatos felszámolásának következtében mára csak itt találkozhatunk vele.[13]

## Hitélete

### Római katolikus
Temploma nincs, a csekély számú hívő a vinári és a nemesszalóki templomot látogatja. Plébánosa Árus Kovács Gábor.

### Evangélikus
Helyi viszonylatban monumentálisnak számító templomában istentiszteletek kéthetente 14 órakor vannak.
Lelkészek:
- régebben: Kovács Etelka
- 2014-ig: Szabóné Nyitrai Márta
- 2014-2019: dr. Wagner Szilárd
- 2019-2022: Bácsi János
- 2022-től: Györgyi Zsolt

### Református
Temploma nincs, hívei nem aktívak. Lelkésze Füstös Gábor.